# مانفريد أشنر
مانفريد أشنر (بالعبرية: מנפרד אשנר) (21 مايو 1901 – 1989) عالم أحياء دقيقة وعالم حشرات إسرائيلي.
حصل على جائزة إسرائيل في علوم الحياة في عام 1956. وكان أستاذا في التخنيون في إسرائيل.

## حياته
ولد في عام 1901 في ألمانيا. ودرس في كلية الزراعة في برلين التي كانت تابعة لـجامعة هومبولت.
هاجر إلى فلسطين تحت الانتداب البريطاني عام 1924. والتقى بالبروفيسور تيودور الذي دعاه إلى الانضمام إلى وحدة أبحاث الملاريا في حيفا.
وفي عام 1926 دعاه البروفيسور إسرائيل كليغلر إلى العمل في الجامعة العبرية، في مجال بحث الأمراض التي تنقلها الحشرات. وبعد أربع سنوات حصل على درجة الدكتوراه من جامعة بريسلاو في ألمانيا عن أطروحة تتناول العلاقة بين البكتيريا والذباب من فصيلة بوبيبارا.
ثم انضم إلى قسم النظافة وعلم الجراثيم في الجامعة العبرية وعاش في مستوطنة نيفيه يعقوب.
وخلال هدنة حرب 1948 تطوع للعمل في فيلق العلوم، وتعاون مع عدد من العلماء في إعداد لقاحات ضد التيفوس. وخلال تلك الفترة عاش مع أسرته في تل أبيب، وذلك بعد إخلاء مستوطنة نيفيه يعقوب.
وعاد في عام 1950 إلى القدس، وعمل مدرسا محاضرا في الطب. ومع تأسيس التخنيون وهو كلية الهندسة الغذائية والتكنولوجيا الحيوية في عام 1956، انضم لهيئة التدريس وانتقل إلى حيفا.
منح جائزة إسرائيل في علوم الحياة في عام 1956، ولم يحضر الحفل بسبب كراهيته للاحتفالات، وطلب التبرع بالجائزة للجيش الإسرائيلي.
تطرقت أبحاث البروفيسور أشنر إلى مجالات مختلفة في علم الأحياء الدقيقة، بما في ذلك البيئة الميكروبية والعمليات الكيميائية الحيوية. واكتشف في عام 1946 بالاشتراك مع البروفيسور كارل رايس وآخرين، نوعا جديدا من الطحالب اسمه العلمي بريمنيسيوم بارفوم، وتوصلوا إلى أنه سبب للموت في أحواض السمك، وتوصلوا إلى طريقة للحد من نموه.
وفي عام 1973 تقاعد من العمل لرعاية زوجته المريضة.

## جوائز
- حصل على جائزة إسرائيل في علوم الحياة في عام 1956.[8]